# 眠れぬ夜の小さなお話
『眠れぬ夜の小さなお話』（ねむれぬよるのちいさなおはなし）は、角川書店から出版された原由子の絵本、またそれを原作としたOVA作品である。
『ひらけ!ポンキッキ』内で放送された『ともだちでいようね』も本項で記述する。

## 概要
『月刊カドカワ』に1989年10月号から1991年6月号まで連載された、人気ロックグループ“サザンオールスターズ”のメンバー・原由子のほのぼのとした絵本のビデオ・アニメ化作品。監督は小熊公晴。ナレーション、および歌を原が担当している。VHSは全3巻が販売された。

## ともだちでいようね
1992年から1993年にかけて『ひらけ!ポンキッキ』内で放送された。全26話。VHSは全4巻が販売され、アニメ本編を再編成した絵本が全9巻販売された。

## 登場キャラクター
声の表記は特記無い限り、ひらけポンキッキ版およびOVA版共通のもの。

### 主要キャラクター
ネコクン
声 - 鈴木宏
星クン
声 - 菊地優見
ヤーサマネコ（ニャーゴくん）
声 - 愛河里花子

### その他のキャラクター
ウサギクン
声 - 井上彩
クマクン
声 - 櫻井祐摩
トリサン
声 - 江碕玲菜
リスサン
声 - 菊地優見
タヌキクン
声 - 稲葉祐貴
ゴンザノスケ
声 - 斉藤哲平
お月さま
声 - 目黒裕一
いたずらカラス
声 - 不詳
ゆうこちゃん

## スタッフ
- 原作・音楽・ナレーション：原由子
- 監督：小熊公晴
- 脚本：森絵都
- 作画監督：野村誠司
- 美術監督：渡辺由美
- 撮影監督：枝光弘明
- 編集：古川雅士
- 音響監督：吉野勝久
- 音楽プロデュース：斎藤誠
- プロデューサー：桜井尚、兼坂えぶり
- 企画・製作：宮下昌幸
- アニメーション制作：グループ・タック
- 製作・発売元：アミューズビデオ
- 販売元：ビクター音楽産業株式会社

## 主題歌
オープニングテーマ
「友達でいようね」
作詞・作曲・歌 - 原由子 / 編曲 - 斎藤誠、片山敦夫
エンディングテーマ
「夜空を見上げれば」
作詞・歌 - 原由子 / 作曲 - 原由子、小倉博和 / 編曲 - 原由子、小倉博和、小林武史、桑田佳祐

## 各話リスト
| 巻数                           | 話数                        | サブタイトル                                        |
| 眠れぬ夜の小さなお話（OVA）    | 眠れぬ夜の小さなお話（OVA） | 眠れぬ夜の小さなお話（OVA）                         |
| ------------------------------ | --------------------------- | --------------------------------------------------- |
| 1.ネコクンのお友だち編         | 第1話                       | ネコクンと星クンのお話                              |
| 1.ネコクンのお友だち編         | 第2話                       | ヤーサマネコは運痴のお話                            |
| 1.ネコクンのお友だち編         | 第3話                       | 満月の夜のお話                                      |
| 1.ネコクンのお友だち編         | 第4話                       | 空とぶお布団のお話                                  |
| 2.ネコクンの冒険編             | 第1話                       | クジラさんに乗ってのお話                            |
| 2.ネコクンの冒険編             | 第2話                       | ゴマタンのお話                                      |
| 2.ネコクンの冒険編             | 第3話                       | アイスクリームのおみやげのお話                      |
| 2.ネコクンの冒険編             | 第4話                       | お月さまに唄をのお話                                |
| 3.ネコクンのクリスマス編       | 第1話                       | すてきなイブのお話                                  |
| 3.ネコクンのクリスマス編       | 第2話                       | キャットマンのお話                                  |
| 3.ネコクンのクリスマス編       | 第3話                       | なぜネコクンはネコ舌かのお話                        |
| 3.ネコクンのクリスマス編       | 第4話                       | 雪の日、雪の精のお話                                |
| ともだちでいようね（TVアニメ） |                             |                                                     |
| 1.どっちがキレイ?…編           | 第1話                       | どっちがキレイ?（1992年10月9日）                    |
| 1.どっちがキレイ?…編           | 第2話                       | ニャーゴのすきなうち（1992年10月16日）              |
| 1.どっちがキレイ?…編           | 第3話                       | 10ねんにいちどのおともだち（1992年10月23日）        |
| 1.どっちがキレイ?…編           | 第4話                       | トリサンって、すごい（1992年10月30日）              |
| 1.どっちがキレイ?…編           | 第5話                       | ネコクンとウサギクンのだいこうぶつ（1992年11月6日） |
| 1.どっちがキレイ?…編           | 第6話                       | そらからやってきたおともだち（1992年11月13日）      |
| 2.たのしかったから…編          | 第7話                       | いつかまほうが…（1992年11月20日）                   |
| 2.たのしかったから…編          | 第8話                       | いいの?わるいの?（1992年11月27日）                  |
| 2.たのしかったから…編          | 第9話                       | みんなでたべれば（1992年12月4日）                   |
| 2.たのしかったから…編          | 第10話                      | クッキーはいかが?（1992年12月11日）                 |
| 2.たのしかったから…編          | 第11話                      | ワシにはわかるんや（1992年12月18日）                |
| 2.たのしかったから…編          | 第12話                      | あぶないよ（1992年12月25日）                        |
| 2.たのしかったから…編          | 第13話                      | たのしかったから（1992年12月30日）                  |
| 3.いかだにのって…編            | 第14話                      | いかだにのって（1993年11月4日）                     |
| 3.いかだにのって…編            | 第15話                      | まよなかって、どんなの?（1993年11月5日）            |
| 3.いかだにのって…編            | 第16話                      | おねしょじゃないよ（1993年11月8日）                 |
| 3.いかだにのって…編            | 第17話                      | わたしのおうちに!（1993年11月9日）                  |
| 3.いかだにのって…編            | 第18話                      | はやくあしたに…（1993年11月10日）                   |
| 3.いかだにのって…編            | 第19話                      | たべたの、だあれ?（1993年11月11日）                 |
| 4.きっとまたあえるね…編        | 第20話                      | ふたりでさかなつり（1993年11月12日）                |
| 4.きっとまたあえるね…編        | 第21話                      | たいせつなオルゴール（1993年11月29日）              |
| 4.きっとまたあえるね…編        | 第22話                      | そんなつもりじゃ…（1993年11月30日）                 |
| 4.きっとまたあえるね…編        | 第23話                      | ぼくのながいみみ（1993年12月2日）                   |
| 4.きっとまたあえるね…編        | 第24話                      | あめのひもたのしく（1993年12月3日）                 |
| 4.きっとまたあえるね…編        | 第25話                      | たびにでたいんや（1993年12月13日）                  |
| 4.きっとまたあえるね…編        | 第26話                      | きっとまたあえるね（1993年12月14日）                |

## ゲーム
『眠れぬ夜の小さなお話』 (NECホームエレクトロニクス、1993年7月30日)
PCエンジン専用ソフトのアドベンチャーゲーム。
『眠れぬ夜の小さなお話』（アミューズ (アミューズメント会社)、1994年12月16日）
3DO専用ソフトのアドベンチャーゲーム。Windows版も発売されている。